# Gołas (plaats)
Gołas is een plaats in het Poolse district  Gostyniński, woiwodschap Mazovië. De plaats maakt deel uit van de gemeente Szczawin Kościelny en telt 100 inwoners.